# Desdunes
Desdunes (Dedin en créole haïtien) est une commune d'Haïti, située dans le département de l'Artibonite, arrondissement de Dessalines, à 150 km au nord de Port-au-Prince.

## Climat et topographie
Le climat est tropical.
Durant la saison sèche, la pluviométrie oscille entre 50 et 100 mm. 
La plaine de l’Artibonite (125 000 ha) est le véritable « grenier à grain » du pays. Elle s’ouvre sur la mer à l’Ouest et sur les montagnes (de 500 à 1 000 m d’altitude) à l’Est. Cette vaste plaine s’étend à une altitude moyenne de 8 m au-dessous du niveau de la mer. La géologie des sols est généralement calcaire de type alluvial très profond (1,5 m) et fortement argileux. Ce type de terrain est favorable à la riziculture.

## Administration
La commune de Desdunes se compose d’une agglomération centrale (Desdunes) et de 6 localités dispersées sur le territoire communal :
- Modèl
- Duclos
- Hatte Desdunes
- Grand Islet
- Lagon Peyen
- Aux-Sources sud

## Démographie
La commune est peuplée de 37 027 habitants(recensement par estimation de 2015).

## Personnalités importantes
- Fernando Estimé est un politologue, diplomate animateur de médias et influenceur haïtien